# Lista siturilor arheologice din județul Dâmbovița - T
Lista siturilor arheologice din județul Dâmbovița - T conține toate siturile arheologice din județul Dâmbovița înscrise în Repertoriul Arheologic Național (RAN) și aflate în localități al căror nume începe cu litera T. RAN este administrat de Ministerul Culturii și Patrimoniului Național și cuprinde date științifice, cartografice, topografice, imagini și planuri, precum și orice alte informații privitoare la zonele cu potențial arheologic, studiate sau nu, încă existente sau dispărute.
Puteți căuta un sit din localitățile care încep cu litera T folosind formularul de mai jos sau puteți naviga prin toate siturile din județ la Lista siturilor arheologice din județul Dâmbovița.
| Cod RAN                                   | Denumire | Localitate                        | Adresă                                                                                      | Datare                                               | Descoperit | Coordonate                                              | Imagine           | Erori            |
| ----------------------------------------- | --- | --------------------------------- | ------------------------------------------------------------------------------------------- | ---------------------------------------------------- | ---------- | ------------------------------------------------------- | ----------------- | ---------------- |
| 65351.01.01 (Cod LMI: DB-I-s-B-16950)     | Așezarea medievală de la Târgoviște - "cartier Chindia" / ansamblu Siliștea satului Rușiot Târgoviște (Categorie: locuire civilă) (Tip: Așezare rurală)                                                  | municipiul Târgoviște             | cartier Chindia                                                                             | sec. XIV - XVI                                       |            |                                                         | Încărcați imagine | Raportați eroare |
| 65351.02.01 (Cod LMI: DB-I-m-B-16951.02)  | Așezarea medievală de la Târgoviște - "Ferma IAS" / ansamblu anonim (Categorie: locuire civilă) (Tip: Așezare)                                                                                           | municipiul Târgoviște             | Ferma IAS, cartier Matei Voievod (Sârbi)                                                    | sec. VIII - IX                                       |            |                                                         | Încărcați imagine | Raportați eroare |
| 65351.02.02 (Cod LMI: DB-I-m-B-16951.01)  | Așezarea medievală de la Târgoviște - "Ferma IAS" / ansamblu anonim (Categorie: locuire civilă) (Tip: Așezare)                                                                                           | municipiul Târgoviște             | Ferma IAS, cartier Matei Voievod (Sârbi)                                                    |                                                      |            |                                                         | Încărcați imagine | Raportați eroare |
| 65351.03.01 (Cod LMI: DB-I-s-B-16952)     | Situl arheologic medieval de la Târgoviște - "Platforma industrială nord" / ansamblu Siliștea satului Călugăreni (Categorie: locuire) (Tip: Așezare rurală)                                              | municipiul Târgoviște             | Platforma industrială nord                                                                  | sec. XIV - XVII                                      |            |                                                         | Încărcați imagine | Raportați eroare |
| 65351.03.02 (Cod LMI: DB-I-s-B-16952)     | Situl arheologic medieval de la Târgoviște - "Platforma industrială nord" / ansamblu anonim (Categorie: locuire) (Tip: Biserică)                                                                         | municipiul Târgoviște             | Platforma industrială nord                                                                  | sec. XIV - XVII                                      |            |                                                         | Încărcați imagine | Raportați eroare |
| 65351.45.01 (Cod LMI: DB-I-m-A-16953.01)  | Fortificațiile orașului medieval Târgoviște / ansamblu Poarta Vânătorilor (Categorie: fortificație) (Tip: Fortificație)                                                                                  | municipiul Târgoviște             |                                                                                             | 1645                                                 |            |                                                         | Încărcați imagine | Raportați eroare |
| 65351.45.02 (Cod LMI: DB-I-m-A-16953.02)  | Fortificațiile orașului medieval Târgoviște / ansamblu Poarta Câmpulung (Categorie: fortificație) (Tip: Fortificație)                                                                                    | municipiul Târgoviște             |                                                                                             | 1645                                                 |            |                                                         | Încărcați imagine | Raportați eroare |
| 65351.45.03 (Cod LMI: DB-I-m-A-16953.03)  | Fortificațiile orașului medieval Târgoviște / ansamblu Poarta Buzăului (Categorie: fortificație) (Tip: Fortificație)                                                                                     | municipiul Târgoviște             |                                                                                             | 1645                                                 |            | 44°55′14″N 25°28′34″E / 44.9206461111°N 25.4760611111°E | Încărcați imagine | Raportați eroare |
| 65351.45.04 (Cod LMI: DB-I-m-A-16953.04)  | Fortificațiile orașului medieval Târgoviște / ansamblu 7 Bastioane (Categorie: fortificație) (Tip: Fortificație)                                                                                         | municipiul Târgoviște             |                                                                                             | 1645                                                 |            |                                                         | Încărcați imagine | Raportați eroare |
| 65351.45.05 (Cod LMI: DB-I-m-A-16953.05)  | Fortificațiile orașului medieval Târgoviște / ansamblu Șanț de apărare (Categorie: fortificație) (Tip: Fortificație)                                                                                     | municipiul Târgoviște             |                                                                                             | 1645                                                 |            |                                                         | Încărcați imagine | Raportați eroare |
| 65351.45.06 (Cod LMI: DB-I-m-A-16953.06)  | Fortificațiile orașului medieval Târgoviște / ansamblu Valul Cetății Târgoviște (Categorie: fortificație) (Tip: Fortificație)                                                                            | municipiul Târgoviște             |                                                                                             | 1645                                                 |            |                                                         | Încărcați imagine | Raportați eroare |
| 65351.15.01                               | Situl arheologic de la Târgoviște - "Vatra orașului medieval" / ansamblu anonim (Categorie: locuire civilă) (Tip: Așezare)                                                                               | municipiul Târgoviște             | Vatra orașului medieval                                                                     | sec. II - IV                                         |            |                                                         | Încărcați imagine | Raportați eroare |
| 65351.15.02                               | Situl arheologic de la Târgoviște - "Vatra orașului medieval" / ansamblu anonim (Categorie: locuire civilă) (Tip: Așezare)                                                                               | municipiul Târgoviște             | Vatra orașului medieval                                                                     | sec. VIII - X                                        |            |                                                         | Încărcați imagine | Raportați eroare |
| 65351.15.03 (Cod LMI: DB-I-m-A-16954.03)  | Situl arheologic de la Târgoviște - "Vatra orașului medieval" / ansamblu anonim (Categorie: locuire civilă) (Tip: Așezare rurală)                                                                        | municipiul Târgoviște             | Vatra orașului medieval                                                                     | sec. XIII - XVIII                                    |            |                                                         | Încărcați imagine | Raportați eroare |
| 65351.15.04 (Cod LMI: DB-I-m-A-16954.02)  | Situl arheologic de la Târgoviște - "Vatra orașului medieval" / ansamblu anonim (Categorie: locuire civilă) (Tip: Așezare urbană)                                                                        | municipiul Târgoviște             | Vatra orașului medieval                                                                     | sec. XIII - XVIII                                    |            |                                                         | Încărcați imagine | Raportați eroare |
| 67899.01.01 (Cod LMI: DB-I-m-B-17135.02)  | Situl arheologic de la Telești - "Vărsarea Potocelului" / ansamblu anonim (Categorie: locuire civilă) (Tip: Așezare)                                                                                     | sat Telești, comuna Ludești       | Vărsarea Potocelului                                                                        |                                                      |            |                                                         | Încărcați imagine | Raportați eroare |
| 67899.01.02 (Cod LMI: DB-I-m-B-17135.01)  | Situl arheologic de la Telești - "Vărsarea Potocelului" / ansamblu anonim (Categorie: locuire civilă) (Tip: Așezare)                                                                                     | sat Telești, comuna Ludești       | Vărsarea Potocelului                                                                        |                                                      |            |                                                         | Încărcați imagine | Raportați eroare |
| 68057.01.01 (Cod LMI: DB-I-m-B-17136.05)  | Situl arheologic de la Tețcoiu - "Vatra satului" / ansamblu anonim (Categorie: locuire civilă) (Tip: Așezare)                                                                                            | sat Tețcoiu, comuna Mătăsaru      | Vatra satului                                                                               |                                                      |            |                                                         | Încărcați imagine | Raportați eroare |
| 68057.01.02 (Cod LMI: DB-I-m-B-17136.04)  | Situl arheologic de la Tețcoiu - "Vatra satului" / ansamblu anonim (Categorie: locuire civilă) (Tip: Așezare)                                                                                            | sat Tețcoiu, comuna Mătăsaru      | Vatra satului                                                                               |                                                      |            |                                                         | Încărcați imagine | Raportați eroare |
| 68057.01.03 (Cod LMI: DB-I-m-B-17136.03)  | Situl arheologic de la Tețcoiu - "Vatra satului" / ansamblu anonim (Categorie: locuire civilă) (Tip: Așezare)                                                                                            | sat Tețcoiu, comuna Mătăsaru      | Vatra satului                                                                               | geto-dacică                                          |            |                                                         | Încărcați imagine | Raportați eroare |
| 68057.01.04 (Cod LMI: DB-I-m-B-17136.02)  | Situl arheologic de la Tețcoiu - "Vatra satului" / ansamblu anonim (Categorie: locuire civilă) (Tip: Așezare)                                                                                            | sat Tețcoiu, comuna Mătăsaru      | Vatra satului                                                                               | sec. II - III                                        |            |                                                         | Încărcați imagine | Raportați eroare |
| 68057.01.05 (Cod LMI: DB-I-m-B-17136.01)  | Situl arheologic de la Tețcoiu - "Vatra satului" / ansamblu anonim (Categorie: locuire civilă) (Tip: Așezare)                                                                                            | sat Tețcoiu, comuna Mătăsaru      | Vatra satului                                                                               | sec. XVII - XVIII                                    |            |                                                         | Încărcați imagine | Raportați eroare |
| 65351.07.01 (Cod LMI: DB-II-m-A-17215)    | Situl arheologic de la Târgoviște-Biserica Crețulescu / ansamblu anonim (Categorie: construcție de cult) (Tip: Biserică)                                                                                 | municipiul Târgoviște             | Str. Crețulescu nr.1, punct Biserica Crețulescu                                             | sec. XIV-XV                                          |            | 44°56′12″N 25°27′22″E / 44.93667°N 25.45611°E           | Încărcați imagine | Raportați eroare |
| 65351.07.02 (Cod LMI: DB-II-m-A-17215)    | Situl arheologic de la Târgoviște-Biserica Crețulescu / ansamblu anonim (Categorie: construcție de cult) (Tip: Cimitir)                                                                                  | municipiul Târgoviște             | Str. Crețulescu nr.1, punct Biserica Crețulescu                                             | sec. XIII-XIX                                        |            | 44°56′12″N 25°27′22″E / 44.93667°N 25.45611°E           | Încărcați imagine | Raportați eroare |
| 65351.07.03 (Cod LMI: DB-II-m-A-17215)    | Situl arheologic de la Târgoviște-Biserica Crețulescu / ansamblu anonim (Categorie: construcție de cult) (Tip: Locuire)                                                                                  | municipiul Târgoviște             | Str. Crețulescu nr.1, punct Biserica Crețulescu                                             | sec. XVI-XVIII                                       |            | 44°56′12″N 25°27′22″E / 44.93667°N 25.45611°E           | Încărcați imagine | Raportați eroare |
| 65351.06.01                               | Situl arheologic medieval de la Târgoviște - "Biserica grecilor" / ansamblu anonim (Categorie: construcție de cult) (Tip: Biserică)                                                                      | municipiul Târgoviște             | Biserica Grecilor                                                                           | sec. XVI-XVII                                        |            |                                                         | Încărcați imagine | Raportați eroare |
| 65351.06.02                               | Situl arheologic medieval de la Târgoviște - "Biserica grecilor" / ansamblu anonim (Categorie: construcție de cult) (Tip: Necropolă)                                                                     | municipiul Târgoviște             | Biserica Grecilor                                                                           | sec. XVI-XVII                                        |            |                                                         | Încărcați imagine | Raportați eroare |
| 65351.08.01 (Cod LMI: DB-II-m-A-17172)    | Biserica "Sf. Nicolae" - Andronești de la Târgoviște / ansamblu anonim (Categorie: construcție de cult) (Tip: Biserică)                                                                                  | municipiul Târgoviște             | str. Poet Gr. Alexandrescu nr.42                                                            | sec. XIV-XVIII                                       |            | 44°55′50″N 25°27′28″E / 44.93056°N 25.45778°E           | Încărcați imagine | Raportați eroare |
| 68057.02.01 (Cod LMI: DB-II-m-B-17715)    | Biserica "Sf. Ioan Botezătorul" și "Sf. Nicolae" de la Tețcoiu / ansamblu Biserica "Sf. Ioan Botezătorul" și "Sf. Nicolae" (Categorie: structură de cult/religioasă) (Tip: Biserică)                     | sat Tețcoiu, comuna Mătăsaru      |                                                                                             | 1808 - 1809                                          |            |                                                         | Încărcați imagine | Raportați eroare |
| 65351.23 (Cod LMI: DB-II-m-A-17169)       | Casa Angela Georgescu din Târgoviște / ansamblu anonim(Muzeul "Vasile și Emilia Blendea") (Categorie: construcție)                                                                                       | municipiul Târgoviște             | str. Alexandrescu Grigore, poet 24                                                          |                                                      |            | 44°55′47″N 25°27′28″E / 44.92972°N 25.45778°E           | Încărcați imagine | Raportați eroare |
| 65351.23.01 (Cod LMI: DB-II-m-A-17169)    | Casa Angela Georgescu din Târgoviște / ansamblu anonim(Muzeul "Vasile și Emilia Blendea") (Categorie: construcție) (Tip: Casă)                                                                           | municipiul Târgoviște             | str. Alexandrescu Grigore, poet 24                                                          | sec. XVIII                                           |            | 44°55′47″N 25°27′28″E / 44.92972°N 25.45778°E           | Încărcați imagine | Raportați eroare |
| 65351.19 (Cod LMI: DB-II-a-A-17237)       | Ansamblul medieval de la Târgoviște - Curtea Domnească din Calea Domnească / ansamblu anonim (Categorie: locuire)                                                                                        | municipiul Târgoviște             | Calea Domnească 181                                                                         |                                                      |            | 44°55′56″N 25°27′36″E / 44.93222°N 25.46°E              | Încărcați imagine | Raportați eroare |
| 65351.19.01 (Cod LMI: DB-II-a-A-17237)    | Ansamblul medieval de la Târgoviște - Curtea Domnească din Calea Domnească / ansamblu Biserica Domnească "Adormirea Maicii Domnului" (Categorie: locuire) (Tip: Biserică)                                | municipiul Târgoviște             | Calea Domnească 181                                                                         | 1583 - 1585                                          |            | 44°55′56″N 25°27′36″E / 44.93222°N 25.46°E              | Încărcați imagine | Raportați eroare |
| 65351.19.02 (Cod LMI: DB-II-a-A-17237)    | Ansamblul medieval de la Târgoviște - Curtea Domnească din Calea Domnească / ansamblu anonim (Categorie: locuire) (Tip: Biserică paraclis)                                                               | municipiul Târgoviște             | Calea Domnească 181                                                                         | sf. sec. XIV                                         |            | 44°55′56″N 25°27′36″E / 44.93222°N 25.46°E              | Încărcați imagine | Raportați eroare |
| 65351.19.03 (Cod LMI: DB-II-a-A-17237)    | Ansamblul medieval de la Târgoviște - Curtea Domnească din Calea Domnească / ansamblu Palatul Domnesc (Categorie: locuire) (Tip: Palat)                                                                  | municipiul Târgoviște             | Calea Domnească 181                                                                         | 1583 - 1585; transf. sec. XVII                       |            | 44°55′56″N 25°27′36″E / 44.93222°N 25.46°E              | Încărcați imagine | Raportați eroare |
| 65351.19.04 (Cod LMI: DB-II-a-A-17237)    | Ansamblul medieval de la Târgoviște - Curtea Domnească din Calea Domnească / ansamblu anonim (Categorie: locuire) (Tip: Baie publică)                                                                    | municipiul Târgoviște             | Calea Domnească 181                                                                         | sec. XVII                                            |            | 44°55′56″N 25°27′36″E / 44.93222°N 25.46°E              | Încărcați imagine | Raportați eroare |
| 65351.31.01 (Cod LMI: DB-II-m-A-17192)    | Biserica "Sf. Împărați Constantin și Elena" de la Târgoviște / ansamblu Biserica "Sf. Împărați Constantin și Elena" (Categorie: structură de cult/religioasă) (Tip: Biserică)                            | municipiul Târgoviște             | str. Constantin Brâncoveanu 7A                                                              | 1650 - 1651                                          |            | 44°55′55″N 25°27′21″E / 44.93195°N 25.45583°E           | Încărcați imagine | Raportați eroare |
| 65351.18.01 (Cod LMI: DB-II-m-A-17213)    | Biserica "Sf. Atanasie și Chiril" de la Târgoviște / ansamblu Biserica "Sf. Atanasie și Chiril" (Categorie: construcție de cult) (Tip: Biserică)                                                         | municipiul Târgoviște             | str. Cetății 1                                                                              | 1768                                                 |            |                                                         | Încărcați imagine | Raportați eroare |
| 65351.04 (Cod LMI: DB-II-m-A-17214)       | Poarta Vânătorilor de la Târgoviște / ansamblu anonim (Categorie: fortificație) | municipiul Târgoviște             | Aleea Coconilor 7                                                                           |                                                      |            | 44°55′55″N 25°27′46″E / 44.93195°N 25.46278°E           | Încărcați imagine | Raportați eroare |
| 65351.04.01 (Cod LMI: DB-II-m-A-17214)    | Poarta Vânătorilor de la Târgoviște / ansamblu anonim (Categorie: fortificație) (Tip: Poartă) | municipiul Târgoviște             | Aleea Coconilor 7                                                                           | sec. XVII                                            |            | 44°55′55″N 25°27′46″E / 44.93195°N 25.46278°E           | Încărcați imagine | Raportați eroare |
| 65351.16.01 (Cod LMI: DB-II-m-A-17266)    | Biserica "Sf. Nicolae - Simuleasa" (Biserica Sârbilor) de la Târgoviște - / ansamblu Biserica "Sf. Nicolae - Simuleasa" - Biserica Sârbilor (Categorie: construcție de cult) (Tip: Biserică)             | municipiul Târgoviște             | str. Filipescu Nicolae 75                                                                   | 1654, rep. 1800                                      |            |                                                         | Încărcați imagine | Raportați eroare |
| 65351.36 (Cod LMI: DB-II-a-B-17217)       | Casa Tâmpu Ion de la Târgoviște / ansamblu anonim (Categorie: construcție) | municipiul Târgoviște             | str. Cuza Alexandru Ioan 10                                                                 |                                                      |            |                                                         | Încărcați imagine | Raportați eroare |
| 65351.36.01 (Cod LMI: DB-II-a-B-17217)    | Casa Tâmpu Ion de la Târgoviște / ansamblu anonim (Categorie: construcție) (Tip: Casă) | municipiul Târgoviște             | str. Cuza Alexandru Ioan 10                                                                 | sec. XVIII                                           |            |                                                         | Încărcați imagine | Raportați eroare |
| 65351.38 (Cod LMI: DB-II-m-A-17239)       | Curtea și Casa Coconilor lui Constantin Brâncoveanu de la Târgoviște -Muzeul Poliției Române și Parcu Stadionului / ansamblu anonim (Categorie: construcție)                                             | municipiul Târgoviște             | Calea Domnească 187, Str. Justiției nr 1, punct Muzeul Poliției Române și Parcu Stadionului |                                                      |            | 44°55′52″N 25°27′43″E / 44.93111°N 25.46194°E           | Încărcați imagine | Raportați eroare |
| 65351.38.01 (Cod LMI: DB-II-m-A-17239)    | Curtea și Casa Coconilor lui Constantin Brâncoveanu de la Târgoviște -Muzeul Poliției Române și Parcu Stadionului / ansamblu anonim (Categorie: construcție) (Tip: așezare)                              | municipiul Târgoviște             | Calea Domnească 187, Str. Justiției nr 1, punct Muzeul Poliției Române și Parcu Stadionului | sec. XIV                                             |            | 44°55′52″N 25°27′43″E / 44.93111°N 25.46194°E           | Încărcați imagine | Raportați eroare |
| 65351.38.02 (Cod LMI: DB-II-m-A-17239)    | Curtea și Casa Coconilor lui Constantin Brâncoveanu de la Târgoviște -Muzeul Poliției Române și Parcu Stadionului / ansamblu Curtea Coconilor (Categorie: construcție) (Tip: Curte boierească)           | municipiul Târgoviște             | Calea Domnească 187, Str. Justiției nr 1, punct Muzeul Poliției Române și Parcu Stadionului | cca 1700                                             |            | 44°55′52″N 25°27′43″E / 44.93111°N 25.46194°E           | Încărcați imagine | Raportați eroare |
| 65351.38.03 (Cod LMI: DB-II-m-A-17239)    | Curtea și Casa Coconilor lui Constantin Brâncoveanu de la Târgoviște -Muzeul Poliției Române și Parcu Stadionului / ansamblu Curtea Coconilor (Categorie: construcție) (Tip: Zid de incintă)             | municipiul Târgoviște             | Calea Domnească 187, Str. Justiției nr 1, punct Muzeul Poliției Române și Parcu Stadionului | cca 1700                                             |            | 44°55′52″N 25°27′43″E / 44.93111°N 25.46194°E           | Încărcați imagine | Raportați eroare |
| 65351.38.04 (Cod LMI: DB-II-m-A-17239)    | Curtea și Casa Coconilor lui Constantin Brâncoveanu de la Târgoviște -Muzeul Poliției Române și Parcu Stadionului / ansamblu Riunele bisericii Curții Coconilor (Categorie: construcție) (Tip: biserică) | municipiul Târgoviște             | Calea Domnească 187, Str. Justiției nr 1, punct Muzeul Poliției Române și Parcu Stadionului | cca 1700                                             |            | 44°55′52″N 25°27′43″E / 44.93111°N 25.46194°E           | Încărcați imagine | Raportați eroare |
| 65351.38.05 (Cod LMI: DB-II-m-A-17239)    | Curtea și Casa Coconilor lui Constantin Brâncoveanu de la Târgoviște -Muzeul Poliției Române și Parcu Stadionului / ansamblu anonim (Categorie: construcție) (Tip: Cimitir)                              | municipiul Târgoviște             | Calea Domnească 187, Str. Justiției nr 1, punct Muzeul Poliției Române și Parcu Stadionului | sec. XVIII                                           |            | 44°55′52″N 25°27′43″E / 44.93111°N 25.46194°E           | Încărcați imagine | Raportați eroare |
| 65351.43.01 (Cod LMI: DB-II-m-A-17272)    | Biserica "Tăierea Capului Sf. Ioan Botezătorul" de la Târgoviște / ansamblu Biserica "Tăierea Capului Sf. Ioan Botezătorul"(Biserica Sf. Ioan) (Categorie: construcție de cult) (Tip: Biserică)          | municipiul Târgoviște             | str. Justiției, 6                                                                           | !/2 sec. XVI, ref. sec. XVIII                        |            | 44°55′49″N 25°27′51″E / 44.93028°N 25.46417°E           | Încărcați imagine | Raportați eroare |
| 65351.43.02 (Cod LMI: DB-II-m-A-17272)    | Biserica "Tăierea Capului Sf. Ioan Botezătorul" de la Târgoviște / ansamblu anonim(Biserica Sf. Ioan) (Categorie: construcție de cult) (Tip: Locuință)                                                   | municipiul Târgoviște             | str. Justiției, 6                                                                           |                                                      |            | 44°55′49″N 25°27′51″E / 44.93028°N 25.46417°E           | Încărcați imagine | Raportați eroare |
| 65351.41                                  | Ansamblul Mitropoliei de la Târgoviște / ansamblu anonim (Categorie: construcție de cult) | municipiul Târgoviște             | Piața Libertății 2                                                                          |                                                      |            | 44°55′33″N 25°27′40″E / 44.92583°N 25.46111°E           | Încărcați imagine | Raportați eroare |
| 65351.41                                  | Ansamblul Mitropoliei de la Târgoviște / ansamblu anonim (Categorie: construcție de cult) | municipiul Târgoviște             | Piața Libertății 2                                                                          |                                                      |            | 44°55′33″N 25°27′40″E / 44.92583°N 25.46111°E           | Încărcați imagine | Raportați eroare |
| 65351.41                                  | Ansamblul Mitropoliei de la Târgoviște / ansamblu anonim (Categorie: construcție de cult) | municipiul Târgoviște             | Piața Libertății 2                                                                          |                                                      |            | 44°55′33″N 25°27′40″E / 44.92583°N 25.46111°E           | Încărcați imagine | Raportați eroare |
| 65351.41.01                               | Ansamblul Mitropoliei de la Târgoviște / ansamblu Biserica "Înălțarea Domnului" (Categorie: construcție de cult) (Tip: Biserică)                                                                         | municipiul Târgoviște             | Piața Libertății 2                                                                          | 1512 - 1537, ref. 1890 - 1923                        |            | 44°55′33″N 25°27′40″E / 44.92583°N 25.46111°E           | Încărcați imagine | Raportați eroare |
| 65351.41.02                               | Ansamblul Mitropoliei de la Târgoviște / ansamblu Palat mitropolitan (Categorie: construcție de cult) (Tip: Palat mitropolitan)                                                                          | municipiul Târgoviște             | Piața Libertății 2                                                                          | 1512 - 1537, ref. 1890 - 1923                        |            | 44°55′33″N 25°27′40″E / 44.92583°N 25.46111°E           | Încărcați imagine | Raportați eroare |
| 65351.41                                  | Ansamblul Mitropoliei de la Târgoviște / ansamblu anonim (Categorie: construcție de cult) (Tip: Chilii)                                                                                                  | municipiul Târgoviște             | Piața Libertății 2                                                                          |                                                      |            | 44°55′33″N 25°27′40″E / 44.92583°N 25.46111°E           | Încărcați imagine | Raportați eroare |
| 65351.41                                  | Ansamblul Mitropoliei de la Târgoviște / ansamblu anonim (Categorie: construcție de cult) (Tip: Paraclis)                                                                                                | municipiul Târgoviște             | Piața Libertății 2                                                                          |                                                      |            | 44°55′33″N 25°27′40″E / 44.92583°N 25.46111°E           | Încărcați imagine | Raportați eroare |
| 65351.34 (Cod LMI: DB-II-m-A-17186)       | Casa parohială a bisericii catolice de la Târgoviște / ansamblu anonim (Categorie: construcție) | municipiul Târgoviște             | str. Bărăției 21                                                                            |                                                      |            |                                                         | Încărcați imagine | Raportați eroare |
| 65351.34.01 (Cod LMI: DB-II-m-A-17186)    | Casa parohială a bisericii catolice de la Târgoviște / ansamblu anonim (Categorie: construcție) (Tip: Casă)                                                                                              | municipiul Târgoviște             | str. Bărăției 21                                                                            | sec. XVIII                                           |            |                                                         | Încărcați imagine | Raportați eroare |
| 65351.26 (Cod LMI: DB-II-m-B-17187)       | Biserica Catolică "Sf. Francisc" de la Târgoviște / ansamblu Biserica catolică "Sf. Francisc" (Categorie: construcție de cult) (Tip: Biserică)                                                           | municipiul Târgoviște             | str. Bărăției 22 - 24                                                                       | sec. XV, reconstr. 1898                              |            | 44°56′01″N 25°27′15″E / 44.93361°N 25.45417°E           | Încărcați imagine | Raportați eroare |
| 65351.32.01 (Cod LMI: DB-II-m-A-17188)    | Biserica "Sf. Dumitru" de la Târgoviște / ansamblu Biserica "Sf. Dumitru" (Categorie: structură de cult/religioasă) (Tip: Biserică)                                                                      | municipiul Târgoviște             | str. Bărăției 34                                                                            | 1639                                                 |            |                                                         | Încărcați imagine | Raportați eroare |
| 65351.30.01 (Cod LMI: DB-II-m-A-17297)    | Biserica "Sf. Voievozi Mihail și Gavril" de la Târgoviște / ansamblu Biserica "Sf. Voievozi Mihail și Gavril" (Categorie: construcție de cult) (Tip: Biserică)                                           | municipiul Târgoviște             | str. Rădulescu Ion Heliade 14 - 16                                                          | sec. XVI - XVII                                      |            | 44°55′49″N 25°27′33″E / 44.93028°N 25.45917°E           | Încărcați imagine | Raportați eroare |
| 65351.30.02 (Cod LMI: DB-II-m-A-17297)    | Biserica "Sf. Voievozi Mihail și Gavril" de la Târgoviște / ansamblu anonim (Categorie: construcție de cult) (Tip: necropola)                                                                            | municipiul Târgoviște             | str. Rădulescu Ion Heliade 14 - 16                                                          | sec. XIV-XIX                                         |            | 44°55′49″N 25°27′33″E / 44.93028°N 25.45917°E           | Încărcați imagine | Raportați eroare |
| 65351.29.01 (Cod LMI: DB-II-m-A-17312)    | Biserica medievală "Sf. Gheorghe" de la Târgoviște / ansamblu Biserica "Sf. Gheorghe" (Categorie: construcție de cult) (Tip: Biserică)                                                                   | municipiul Târgoviște             | str. Sfântul Gheorghe, nr. 1 (fostă str. Suseni 2)                                          | 1512 - 1521                                          |            | 44°56′13″N 25°27′03″E / 44.93694°N 25.45083°E           | Încărcați imagine | Raportați eroare |
| 65351.28.01 (Cod LMI: DB-II-a-A-17310)    | Ansamblul mănăstirii Stelea de la Târgoviște / ansamblu Mănăstirea Stelea (Categorie: construcție de cult) (Tip: Mănăstire)                                                                              | municipiul Târgoviște             | str. Stelea 2-4                                                                             | sec. XV - XVI                                        |            | 44°55′44″N 25°27′49″E / 44.92889°N 25.46361°E           | Încărcați imagine | Raportați eroare |
| 65351.28.01 (Cod LMI: DB-II-a-A-17310)    | Ansamblul mănăstirii Stelea de la Târgoviște / ansamblu Mănăstirea Stelea / complex anonim (Categorie: construcție de cult) (Tip: turn clopotniță)                                                       | municipiul Târgoviște             | str. Stelea 2-4                                                                             | sf sec XVI                                           |            | 44°55′44″N 25°27′49″E / 44.92889°N 25.46361°E           | Încărcați imagine | Raportați eroare |
| 65351.28.01 (Cod LMI: DB-II-a-A-17310)    | Ansamblul mănăstirii Stelea de la Târgoviște / ansamblu Mănăstirea Stelea / complex anonim (Categorie: construcție de cult) (Tip: chilie)                                                                | municipiul Târgoviște             | str. Stelea 2-4                                                                             | sec. XVII                                            |            | 44°55′44″N 25°27′49″E / 44.92889°N 25.46361°E           | Încărcați imagine | Raportați eroare |
| 65351.28.01 (Cod LMI: DB-II-a-A-17310)    | Ansamblul mănăstirii Stelea de la Târgoviște / ansamblu Mănăstirea Stelea / complex Casa egumenească (Categorie: construcție de cult) (Tip: casă)                                                        | municipiul Târgoviște             | str. Stelea 2-4                                                                             | sec. XVII                                            |            | 44°55′44″N 25°27′49″E / 44.92889°N 25.46361°E           | Încărcați imagine | Raportați eroare |
| 65351.28.01 (Cod LMI: DB-II-a-A-17310)    | Ansamblul mănăstirii Stelea de la Târgoviște / ansamblu Mănăstirea Stelea / complex anonim (Categorie: construcție de cult) (Tip: pivniță)                                                               | municipiul Târgoviște             | str. Stelea 2-4                                                                             | sec. XV                                              |            | 44°55′44″N 25°27′49″E / 44.92889°N 25.46361°E           | Încărcați imagine | Raportați eroare |
| 65351.28.01 (Cod LMI: DB-II-a-A-17310)    | Ansamblul mănăstirii Stelea de la Târgoviște / ansamblu Mănăstirea Stelea / complex anonim (Categorie: construcție de cult) (Tip: turn clopotniță)                                                       | municipiul Târgoviște             | str. Stelea 2-4                                                                             | sec. XV                                              |            | 44°55′44″N 25°27′49″E / 44.92889°N 25.46361°E           | Încărcați imagine | Raportați eroare |
| 65351.28.02 (Cod LMI: DB-II-m-A-17310.01) | Ansamblul mănăstirii Stelea de la Târgoviște / ansamblu Biserica "Învierea Domnului" (Categorie: construcție de cult) (Tip: Biserică)                                                                    | municipiul Târgoviște             | str. Stelea 2-4                                                                             | 1644 - 1645                                          |            | 44°55′44″N 25°27′49″E / 44.92889°N 25.46361°E           | Încărcați imagine | Raportați eroare |
| 65351.28.03 (Cod LMI: DB-II-a-A-17310)    | Ansamblul mănăstirii Stelea de la Târgoviște / ansamblu Ruinele Bisericii "Sf. Gheorghe" (Categorie: construcție de cult) (Tip: Biserică)                                                                | municipiul Târgoviște             | str. Stelea 2-4                                                                             | sec. XV                                              |            | 44°55′44″N 25°27′49″E / 44.92889°N 25.46361°E           | Încărcați imagine | Raportați eroare |
| 65351.28.04 (Cod LMI: DB-II-m-A-17310.02) | Ansamblul mănăstirii Stelea de la Târgoviște / ansamblu Casa egumenească (Casa Nifon) (Categorie: construcție de cult) (Tip: Casă)                                                                       | municipiul Târgoviște             | str. Stelea 2-4                                                                             | reconstituiri de sec. XX pe ruine de sec. XV-XVII    |            | 44°55′44″N 25°27′49″E / 44.92889°N 25.46361°E           | Încărcați imagine | Raportați eroare |
| 65351.28.05 (Cod LMI: DB-II-m-A-17310.03) | Ansamblul mănăstirii Stelea de la Târgoviște / ansamblu Beciul primei case egumenești (Categorie: construcție de cult) (Tip: Beci)                                                                       | municipiul Târgoviște             | str. Stelea 2-4                                                                             | sec. XV                                              |            | 44°55′44″N 25°27′49″E / 44.92889°N 25.46361°E           | Încărcați imagine | Raportați eroare |
| 65351.28.06 (Cod LMI: DB-II-m-A-17310.04) | Ansamblul mănăstirii Stelea de la Târgoviște / ansamblu anonim (Categorie: construcție de cult) (Tip: corp de chilii)                                                                                    | municipiul Târgoviște             | str. Stelea 2-4                                                                             | sec. XVII, pe fundații de sec. XV, refaceri sec. XIX |            | 44°55′44″N 25°27′49″E / 44.92889°N 25.46361°E           | Încărcați imagine | Raportați eroare |
| 65351.28.07 (Cod LMI: DB-II-m-A-17310.06) | Ansamblul mănăstirii Stelea de la Târgoviște / ansamblu anonim (Categorie: construcție de cult) (Tip: Turn clopotniță)                                                                                   | municipiul Târgoviște             | str. Stelea 2-4                                                                             | sec. XVI                                             |            | 44°55′44″N 25°27′49″E / 44.92889°N 25.46361°E           | Încărcați imagine | Raportați eroare |
| 65351.28.08 (Cod LMI: DB-II-m-A-17310.05) | Ansamblul mănăstirii Stelea de la Târgoviște / ansamblu anonim (Categorie: construcție de cult) (Tip: ziduri de incintă)                                                                                 | municipiul Târgoviște             | str. Stelea 2-4                                                                             | sec. XVII                                            |            | 44°55′44″N 25°27′49″E / 44.92889°N 25.46361°E           | Încărcați imagine | Raportați eroare |
| 65351.28.09 (Cod LMI: DB-II-m-A-17310.07) | Ansamblul mănăstirii Stelea de la Târgoviște / ansamblu anonim (Categorie: construcție de cult) (Tip: corp de poartă)                                                                                    | municipiul Târgoviște             | str. Stelea 2-4                                                                             | sec. XVII                                            |            | 44°55′44″N 25°27′49″E / 44.92889°N 25.46361°E           | Încărcați imagine | Raportați eroare |
| 65351.27 (Cod LMI: DB-II-m-A-17311)       | Ansamblul Bisericii "Sf. Nicolae"- Geartoglu de la Târgoviște / ansamblu Biserica "Sf. Nicolae"- Geartoglu (Categorie: construcție de cult) (Tip: Biserică)                                              | municipiul Târgoviște             | str. Stelea 7                                                                               | sec. XIV - XV, refaceri 1638, 1712, 1787, sec. XIX   |            | 44°55′46″N 25°27′47″E / 44.92944°N 25.46305°E           | Încărcați imagine | Raportați eroare |
| 65351.27.02 (Cod LMI: DB-II-m-A-17311)    | Ansamblul Bisericii "Sf. Nicolae"- Geartoglu de la Târgoviște / ansamblu anonim (Categorie: construcție de cult) (Tip: Turn clopotniță)                                                                  | municipiul Târgoviște             | str. Stelea 7                                                                               | sec. XVII                                            |            | 44°55′46″N 25°27′47″E / 44.92944°N 25.46305°E           | Încărcați imagine | Raportați eroare |
| 65351.27.03 (Cod LMI: DB-II-m-A-17311)    | Ansamblul Bisericii "Sf. Nicolae"- Geartoglu de la Târgoviște / ansamblu anonim (Categorie: construcție de cult) (Tip: casa parohială)                                                                   | municipiul Târgoviște             | str. Stelea 7                                                                               | sec. XVII                                            |            | 44°55′46″N 25°27′47″E / 44.92944°N 25.46305°E           | Încărcați imagine | Raportați eroare |
| 65351.27.04 (Cod LMI: DB-II-m-A-17311)    | Ansamblul Bisericii "Sf. Nicolae"- Geartoglu de la Târgoviște / ansamblu anonim (Categorie: construcție de cult) (Tip: necropola)                                                                        | municipiul Târgoviște             | str. Stelea 7                                                                               | sec. XIV-XIX                                         |            | 44°55′46″N 25°27′47″E / 44.92944°N 25.46305°E           | Încărcați imagine | Raportați eroare |
| 65351.10.01                               | Biserica Roșie din Târgoviște / ansamblu anonim (Categorie: construcție de cult) (Tip: biserică) | municipiul Târgoviște             | Calea Domnească, nr. 83, punct Biserica Roșie                                               | sec. XIII -XVIII                                     |            | 44°55′36″N 25°27′12″E / 44.92667°N 25.45333°E           | Încărcați imagine | Raportați eroare |
| 65351.10.02                               | Biserica Roșie din Târgoviște / ansamblu anonim (Categorie: construcție de cult) (Tip: necropola) | municipiul Târgoviște             | Calea Domnească, nr. 83, punct Biserica Roșie                                               | sec.XIII-XVIII                                       |            | 44°55′36″N 25°27′12″E / 44.92667°N 25.45333°E           | Încărcați imagine | Raportați eroare |
| 65351.05.01                               | Situl arheologic de la Târgoviște-Sediul Băncii Române de Dezvoltare / ansamblu anonim (Categorie: locuire) (Tip: Han)                                                                                   | municipiul Târgoviște             | str. Stelea nr.1, punct Sediul Băncii Române de Dezvoltare                                  | sec. XVIII-XX                                        |            | 44°55′42″N 25°27′43″E / 44.92833°N 25.46194°E           | Încărcați imagine | Raportați eroare |
| 65351.09.01                               | Situl arheologic de la Târgoviște-Suseni / ansamblu anonim (Categorie: locuire) (Tip: așezare) | municipiul Târgoviște             | Calea Domnească nr. 173-177., punct Suseni                                                  | sec. XIII-XVIII                                      |            | 44°56′08″N 25°27′11″E / 44.93555°N 25.45306°E           | Încărcați imagine | Raportați eroare |
| 65351.09.02                               | Situl arheologic de la Târgoviște-Suseni / ansamblu anonim (Categorie: locuire) (Tip: atelier de fierărie)                                                                                               | municipiul Târgoviște             | Calea Domnească nr. 173-177., punct Suseni                                                  |                                                      |            | 44°56′08″N 25°27′11″E / 44.93555°N 25.45306°E           | Încărcați imagine | Raportați eroare |
| 65351.09.03                               | Situl arheologic de la Târgoviște-Suseni / ansamblu anonim (Categorie: locuire) (Tip: Așezare) | municipiul Târgoviște             | Calea Domnească nr. 173-177., punct Suseni                                                  | sec. VIII-XI                                         |            | 44°56′08″N 25°27′11″E / 44.93555°N 25.45306°E           | Încărcați imagine | Raportați eroare |
| 65351.46.01                               | Situl arheologic de la Tărgoviște- Grădinița Suseni / ansamblu anonim (Categorie: locuire civilă) (Tip: Așezare)                                                                                         | municipiul Târgoviște             | str. Vărzari, nr. 9A, punct Grădinița Suseni                                                | sec. IX-XI                                           |            | 44°56′12″N 25°27′06″E / 44.93667°N 25.45167°E           | Încărcați imagine | Raportați eroare |
| 65351.46.02                               | Situl arheologic de la Tărgoviște- Grădinița Suseni / ansamblu anonim (Categorie: locuire civilă) (Tip: Așezare)                                                                                         | municipiul Târgoviște             | str. Vărzari, nr. 9A, punct Grădinița Suseni                                                | sec. IV-VI                                           |            | 44°56′12″N 25°27′06″E / 44.93667°N 25.45167°E           | Încărcați imagine | Raportați eroare |
| 65351.47.01                               | Situl arheologic de la Târgoviște- Suseni / ansamblu anonim (Categorie: locuire) (Tip: Așezare) | municipiul Târgoviște             | Str. Matei Basarab nr 11, punct Suseni                                                      | sec. II-IV                                           |            | 44°56′07″N 25°27′20″E / 44.93528°N 25.45555°E           | Încărcați imagine | Raportați eroare |
| 65351.47.02                               | Situl arheologic de la Târgoviște- Suseni / ansamblu anonim (Categorie: locuire) (Tip: cuptoare) | municipiul Târgoviște             | Str. Matei Basarab nr 11, punct Suseni                                                      | sec. III-IV                                          |            | 44°56′07″N 25°27′20″E / 44.93528°N 25.45555°E           | Încărcați imagine | Raportați eroare |
| 65351.47.03                               | Situl arheologic de la Târgoviște- Suseni / ansamblu anonim (Categorie: locuire) (Tip: Așezare) | municipiul Târgoviște             | Str. Matei Basarab nr 11, punct Suseni                                                      | sec. XV-XVI                                          |            | 44°56′07″N 25°27′20″E / 44.93528°N 25.45555°E           | Încărcați imagine | Raportați eroare |
| 65351.48.01                               | Așezarea rurală medievală de la Târgoviște- Grădina Nicolescu / ansamblu anonim (Categorie: locuire) (Tip: Așezare rurală)                                                                               | municipiul Târgoviște             | Str. Matei Basarab 3-5, punct Grădina Nicolescu                                             | sec. II - IV                                         |            | 44°56′04″N 25°27′23″E / 44.93444°N 25.45639°E           | Încărcați imagine | Raportați eroare |
| 65351.48.02                               | Așezarea rurală medievală de la Târgoviște- Grădina Nicolescu / ansamblu anonim (Categorie: locuire) (Tip: Așezare rurală)                                                                               | municipiul Târgoviște             | Str. Matei Basarab 3-5, punct Grădina Nicolescu                                             | sec. XIV - XV                                        |            | 44°56′04″N 25°27′23″E / 44.93444°N 25.45639°E           | Încărcați imagine | Raportați eroare |
| 65351.48.03                               | Așezarea rurală medievală de la Târgoviște- Grădina Nicolescu / ansamblu anonim (Categorie: locuire) (Tip: tezaur)                                                                                       | municipiul Târgoviște             | Str. Matei Basarab 3-5, punct Grădina Nicolescu                                             | sec. XVII                                            |            | 44°56′04″N 25°27′23″E / 44.93444°N 25.45639°E           | Încărcați imagine | Raportați eroare |
| 65351.49.01                               | Biserica catolică Sf. Maria de la Târgoviște / ansamblu anonim (Categorie: construcție de cult) (Tip: biserică)                                                                                          | municipiul Târgoviște             | Calea Domnească nr. 59                                                                      | sec. XV                                              |            | 44°56′03″N 25°27′20″E / 44.93417°N 25.45555°E           | Încărcați imagine | Raportați eroare |
| 65351.50.01                               | Situl arheologic medieval de la Târgoviște- Piața doi brazi / ansamblu anonim (Categorie: locuire) (Tip: Așezare)                                                                                        | municipiul Târgoviște             | Piața Doi Brazi                                                                             | sec. XIV-XV                                          |            | 44°56′00″N 25°27′19″E / 44.93333°N 25.45528°E           | Încărcați imagine | Raportați eroare |
| 65351.50.02                               | Situl arheologic medieval de la Târgoviște- Piața doi brazi / ansamblu anonim (Categorie: locuire) (Tip: cuptoare de ars ceramică)                                                                       | municipiul Târgoviște             | Piața Doi Brazi                                                                             | sec. XIV-XV                                          |            | 44°56′00″N 25°27′19″E / 44.93333°N 25.45528°E           | Încărcați imagine | Raportați eroare |
| 65351.50.03                               | Situl arheologic medieval de la Târgoviște- Piața doi brazi / ansamblu anonim (Categorie: locuire) (Tip: tezaur monetar)                                                                                 | municipiul Târgoviște             | Piața Doi Brazi                                                                             | sec. XV                                              |            | 44°56′00″N 25°27′19″E / 44.93333°N 25.45528°E           | Încărcați imagine | Raportați eroare |
| 65351.50.04                               | Situl arheologic medieval de la Târgoviște- Piața doi brazi / ansamblu anonim (Categorie: locuire) (Tip: Așezare)                                                                                        | municipiul Târgoviște             | Piața Doi Brazi                                                                             | sec. XVII-XVIII                                      |            | 44°56′00″N 25°27′19″E / 44.93333°N 25.45528°E           | Încărcați imagine | Raportați eroare |
| 65351.51.01                               | Situl arheologic de la Târgoviște- Primăria municipiului Târgoviște / ansamblu anonim (Categorie: construcție) (Tip: necropola)                                                                          | municipiul Târgoviște             | Primăria municipiului Târgoviște                                                            | sec. XVI-XVII                                        |            | 44°55′38″N 25°27′30″E / 44.92722°N 25.45833°E           | Încărcați imagine | Raportați eroare |
| 65351.51.02                               | Situl arheologic de la Târgoviște- Primăria municipiului Târgoviște / ansamblu Hanul din Mahalaua Grecilor (Categorie: construcție) (Tip: Han)                                                           | municipiul Târgoviște             | Primăria municipiului Târgoviște                                                            | sec. XVIII                                           |            | 44°55′38″N 25°27′30″E / 44.92722°N 25.45833°E           | Încărcați imagine | Raportați eroare |
| 65351.52.01                               | Biserica Târgului de la Târgoviște / ansamblu anonim (Categorie: construcție de cult) (Tip: biserică) | municipiul Târgoviște             |                                                                                             | sec. XVII                                            |            | 44°56′44″N 25°27′36″E / 44.94556°N 25.46°E              | Încărcați imagine | Raportați eroare |
| 65351.52.02                               | Biserica Târgului de la Târgoviște / ansamblu anonim (Categorie: construcție de cult) (Tip: Așezare) | municipiul Târgoviște             |                                                                                             | sec. XIV-XV                                          |            | 44°56′44″N 25°27′36″E / 44.94556°N 25.46°E              | Încărcați imagine | Raportați eroare |
| 65351.53.01                               | Situl arheologic de la Târgoviște- Cazarma pompierilor / ansamblu anonim (Categorie: construcție de cult) (Tip: baza turnului clopotniță)                                                                | municipiul Târgoviște             | str. Justiției nr.11, punct Cazarma pompierilor                                             | sec. XVII                                            |            | 44°55′48″N 25°27′57″E / 44.93°N 25.46583°E              | Încărcați imagine | Raportați eroare |
| 65351.53.02 65351.53.02                   | Situl arheologic de la Târgoviște- Cazarma pompierilor / ansamblu Sf. Apostoli și Marina (Sfinții Împărați) (Categorie: construcție de cult) (Tip: biserică)                                             | municipiul Târgoviște             | str. Justiției nr.11, punct Cazarma pompierilor                                             | sec. XVII                                            |            | 44°55′48″N 25°27′57″E / 44.93°N 25.46583°E              | Încărcați imagine | Raportați eroare |
| 65351.53.03                               | Situl arheologic de la Târgoviște- Cazarma pompierilor / ansamblu anonim (Categorie: construcție de cult) (Tip: necropola)                                                                               | municipiul Târgoviște             | str. Justiției nr.11, punct Cazarma pompierilor                                             | sec. XVII-XVIII                                      |            | 44°55′48″N 25°27′57″E / 44.93°N 25.46583°E              | Încărcați imagine | Raportați eroare |
| 65351.54.01                               | Așezarea medievală de la Târgoviște-Sediul Băncii Agricole / ansamblu anonim (Categorie: locuire) (Tip: Așezare)                                                                                         | municipiul Târgoviște             | Calea Domnească nr. 55, punct Sediul Băncii Agricole                                        | sec. XIV-XVII                                        |            | 44°55′44″N 25°27′58″E / 44.92889°N 25.46611°E           | Încărcați imagine | Raportați eroare |
| 65351.55.01                               | Ansamblul bisericii Sf. Gheorghe de la Târgoviște- Stelea Veche / ansamblu anonim (Categorie: construcție de cult) (Tip: bordei)                                                                         | municipiul Târgoviște             | str. Libertății, punct Stelea Veche                                                         | sec. XIV                                             |            | 44°55′43″N 25°27′51″E / 44.92861°N 25.46417°E           | Încărcați imagine | Raportați eroare |
| 65351.55.02                               | Ansamblul bisericii Sf. Gheorghe de la Târgoviște- Stelea Veche / ansamblu anonim (Categorie: construcție de cult) (Tip: biserică)                                                                       | municipiul Târgoviște             | str. Libertății, punct Stelea Veche                                                         | sec. XV                                              |            | 44°55′43″N 25°27′51″E / 44.92861°N 25.46417°E           | Încărcați imagine | Raportați eroare |
| 65351.55.03                               | Ansamblul bisericii Sf. Gheorghe de la Târgoviște- Stelea Veche / ansamblu anonim (Categorie: construcție de cult) (Tip: Turn clopotniță)                                                                | municipiul Târgoviște             | str. Libertății, punct Stelea Veche                                                         | sec. XV                                              |            | 44°55′43″N 25°27′51″E / 44.92861°N 25.46417°E           | Încărcați imagine | Raportați eroare |
| 65351.55.04                               | Ansamblul bisericii Sf. Gheorghe de la Târgoviște- Stelea Veche / ansamblu anonim (Categorie: construcție de cult) (Tip: casa parohială)                                                                 | municipiul Târgoviște             | str. Libertății, punct Stelea Veche                                                         | sec. XV                                              |            | 44°55′43″N 25°27′51″E / 44.92861°N 25.46417°E           | Încărcați imagine | Raportați eroare |
| 65351.55.05                               | Ansamblul bisericii Sf. Gheorghe de la Târgoviște- Stelea Veche / ansamblu anonim (Categorie: construcție de cult) (Tip: necropola)                                                                      | municipiul Târgoviște             | str. Libertății, punct Stelea Veche                                                         | sec. XIV-XIX                                         |            | 44°55′43″N 25°27′51″E / 44.92861°N 25.46417°E           | Încărcați imagine | Raportați eroare |
| 65351.56.01                               | Locuirea medievală de la Târgoviște- Terasa Hotel Valahia / ansamblu anonim (Categorie: locuire) (Tip: Locuință)                                                                                         | municipiul Târgoviște             | Blv. Libertății nr. 1, punct Terasa Hotel Valahia                                           | sec. XVI                                             |            | 44°55′42″N 25°27′47″E / 44.92833°N 25.46305°E           | Încărcați imagine | Raportați eroare |
| 65351.56.02                               | Locuirea medievală de la Târgoviște- Terasa Hotel Valahia / ansamblu anonim (Categorie: locuire) (Tip: Han)                                                                                              | municipiul Târgoviște             | Blv. Libertății nr. 1, punct Terasa Hotel Valahia                                           | sec. XVII-XIX                                        |            | 44°55′42″N 25°27′47″E / 44.92833°N 25.46305°E           | Încărcați imagine | Raportați eroare |
| 65351.57.01                               | Situl arheologic de la Târgoviște- Sediul CONEL / ansamblu anonim (Categorie: locuire) (Tip: Locuință)                                                                                                   | municipiul Târgoviște             | Calea Domnească 50-52, punct Sediul CONEL                                                   | sec. XV                                              |            | 44°55′39″N 25°28′04″E / 44.9275°N 25.46778°E            | Încărcați imagine | Raportați eroare |
| 65351.57.02                               | Situl arheologic de la Târgoviște- Sediul CONEL / ansamblu anonim (Categorie: locuire) (Tip: Locuință)                                                                                                   | municipiul Târgoviște             | Calea Domnească 50-52, punct Sediul CONEL                                                   | sec. XVI                                             |            | 44°55′39″N 25°28′04″E / 44.9275°N 25.46778°E            | Încărcați imagine | Raportați eroare |
| 65351.57.03                               | Situl arheologic de la Târgoviște- Sediul CONEL / ansamblu anonim (Categorie: locuire) (Tip: casă boierească)                                                                                            | municipiul Târgoviște             | Calea Domnească 50-52, punct Sediul CONEL                                                   | sec. XIX                                             |            | 44°55′39″N 25°28′04″E / 44.9275°N 25.46778°E            | Încărcați imagine | Raportați eroare |
| 65351.58.01                               | Biserica Albă de la Târgoviște / ansamblu anonim (Categorie: construcție de cult) (Tip: biserică) | municipiul Târgoviște             | Calea Domnească nr. 109                                                                     | sec. XVIII                                           |            | 44°55′32″N 25°28′20″E / 44.92556°N 25.47222°E           | Încărcați imagine | Raportați eroare |
| 65351.58.02                               | Biserica Albă de la Târgoviște / ansamblu anonim (Categorie: construcție de cult) (Tip: biserică) | municipiul Târgoviște             | Calea Domnească nr. 109                                                                     | sec. XVIII                                           |            | 44°55′32″N 25°28′20″E / 44.92556°N 25.47222°E           | Încărcați imagine | Raportați eroare |
| 65351.59.01                               | Poarta Brăilei și Buzăului de la Târgoviște / ansamblu anonim (Categorie: fortificație) (Tip: Poartă) | municipiul Târgoviște             | Calea Domnească- Calea București                                                            | sec. XVII                                            |            | 44°55′17″N 25°27′37″E / 44.92139°N 25.46028°E           | Încărcați imagine | Raportați eroare |
| 65351.60.01                               | Așezarea rurală medievală de la Târgoviște- Tribunalul Județean / ansamblu anonim (Categorie: locuire) (Tip: Așezare)                                                                                    | municipiul Târgoviște             | Calea București nr. 1, punct Tribunalul județean                                            | sec. XIV-XVI                                         |            | 44°55′16″N 25°28′43″E / 44.92111°N 25.47861°E           | Încărcați imagine | Raportați eroare |
| 65351.61.01                               | Biserica Sf. Nicolae Buzinca de la Târgoviște / ansamblu anonim (Categorie: construcție de cult) (Tip: biserică)                                                                                         | municipiul Târgoviște             | str. Bărăției nr. 38                                                                        | sec. XVII                                            |            | 44°56′00″N 25°27′07″E / 44.93333°N 25.45194°E           | Încărcați imagine | Raportați eroare |
| 65351.62.01                               | Așezarea medievală de la Târgoviște- Halta Teiș / ansamblu anonim (Categorie: locuire) (Tip: Așezare) | municipiul Târgoviște             | Halta Teiș                                                                                  | sec. XV-XVI                                          |            | 44°56′25″N 25°26′40″E / 44.94028°N 25.44444°E           | Încărcați imagine | Raportați eroare |
| 65351.63.01                               | Bastionul de la Târgoviște- Micro IV / ansamblu anonim (Categorie: fortificație) (Tip: bastioane) | municipiul Târgoviște             | Micro IV                                                                                    | sec. XVII                                            |            | 44°56′49″N 25°26′34″E / 44.94695°N 25.44278°E           | Încărcați imagine | Raportați eroare |
| 65351.64.01                               | Așezarea medievală târzie de la Târgoviște- Romlux / ansamblu anonim (Categorie: locuire) (Tip: Așezare)                                                                                                 | municipiul Târgoviște             | B-ul Unirii, punct Romlux                                                                   | sec. XVII-XVIII                                      |            | 44°55′50″N 25°26′48″E / 44.93056°N 25.44667°E           | Încărcați imagine | Raportați eroare |
| 65351.65.01                               | Biserica Sf. Mina de la Târgoviște / ansamblu anonim (Categorie: construcție de cult) (Tip: biserică) | municipiul Târgoviște             |                                                                                             |                                                      |            | 44°56′16″N 25°27′06″E / 44.93778°N 25.45167°E           | Încărcați imagine | Raportați eroare |
| 65351.65.02                               | Biserica Sf. Mina de la Târgoviște / ansamblu anonim (Categorie: construcție de cult) (Tip: necropola)                                                                                                   | municipiul Târgoviște             |                                                                                             | sec. XVI                                             |            | 44°56′16″N 25°27′06″E / 44.93778°N 25.45167°E           | Încărcați imagine | Raportați eroare |
| 65351.66.01                               | Situl arheologic de la Târgoviște- Școala Generală nr.1 / ansamblu anonim (Categorie: locuire) (Tip: Locuință)                                                                                           | municipiul Târgoviște             | Str. Calea Domnească nr. 188, punct Școala Generală nr.1                                    | sec. XIV                                             |            | 44°55′58″N 25°27′23″E / 44.93278°N 25.45639°E           | Încărcați imagine | Raportați eroare |
| 65351.66.02                               | Situl arheologic de la Târgoviște- Școala Generală nr.1 / ansamblu anonim (Categorie: locuire) (Tip: cuptoare)                                                                                           | municipiul Târgoviște             | Str. Calea Domnească nr. 188, punct Școala Generală nr.1                                    | sec. XIV-XV                                          |            | 44°55′58″N 25°27′23″E / 44.93278°N 25.45639°E           | Încărcați imagine | Raportați eroare |
| 65351.66.03                               | Situl arheologic de la Târgoviște- Școala Generală nr.1 / ansamblu anonim (Categorie: locuire) (Tip: Apeduct)                                                                                            | municipiul Târgoviște             | Str. Calea Domnească nr. 188, punct Școala Generală nr.1                                    | sec. XVII-XVIII                                      |            | 44°55′58″N 25°27′23″E / 44.93278°N 25.45639°E           | Încărcați imagine | Raportați eroare |
| 65351.67.01                               | Așezarea din epoca bronzului de la Târgoviște / ansamblu anonim (Categorie: locuire) (Tip: Așezare) | municipiul Târgoviște             |                                                                                             |                                                      |            |                                                         | Încărcați imagine | Raportați eroare |
| 65351.68.01                               | Așezarea medievală de la Târgoviște / ansamblu anonim (Categorie: locuire) (Tip: Așezare) | municipiul Târgoviște             |                                                                                             | sec. XIV-XVIII                                       |            |                                                         | Încărcați imagine | Raportați eroare |
| 65351.69.01                               | Situl arheologic de la Târgoviște / ansamblu anonim (Categorie: locuire) (Tip: Așezare rurală) | municipiul Târgoviște             |                                                                                             | sec. XVI-XVIII                                       |            | 44°55′50″N 25°27′43″E / 44.93056°N 25.46194°E           | Încărcați imagine | Raportați eroare |
| 65351.69.02                               | Situl arheologic de la Târgoviște / ansamblu ruinele Bisericii Sf. Vineri- dispărută (Categorie: locuire) (Tip: biserică)                                                                                | municipiul Târgoviște             |                                                                                             | sec. XVII                                            |            | 44°55′50″N 25°27′43″E / 44.93056°N 25.46194°E           | Încărcați imagine | Raportați eroare |
| 65351.70.01                               | Situl arheologic medieval de la Târgoviște / ansamblu anonim (Categorie: locuire) (Tip: așezare) | municipiul Târgoviște             |                                                                                             | sec. XIV-XV                                          |            |                                                         | Încărcați imagine | Raportați eroare |
| 65351.70.02                               | Situl arheologic medieval de la Târgoviște / ansamblu anonim (Categorie: locuire) (Tip: cuptoare) | municipiul Târgoviște             |                                                                                             | sec. XV-XVI                                          |            |                                                         | Încărcați imagine | Raportați eroare |
| 65351.71.01                               | Situl arheologic medieval de la Târgoviște- Consiliul Județean Dâmbovița / ansamblu anonim (Categorie: locuire) (Tip: așezare)                                                                           | municipiul Târgoviște             | Piața Libertății, punct Consiliul Județean Dâmbovița                                        | sec. XIV-XV                                          |            | 44°55′41″N 25°28′04″E / 44.92805°N 25.46778°E           | Încărcați imagine | Raportați eroare |
| 65351.71.02                               | Situl arheologic medieval de la Târgoviște- Consiliul Județean Dâmbovița / ansamblu anonim (Categorie: locuire) (Tip: cuptoare)                                                                          | municipiul Târgoviște             | Piața Libertății, punct Consiliul Județean Dâmbovița                                        | sec. XIV-XV                                          |            | 44°55′41″N 25°28′04″E / 44.92805°N 25.46778°E           | Încărcați imagine | Raportați eroare |
| 65351.72.01                               | Situl arheologic de la Târgoviște- Liceul Ienăchiță Văcărescu / ansamblu anonim (Categorie: locuire) (Tip: Locuințe și amenajări gospodărești)                                                           | municipiul Târgoviște             | Liceul Ienăchiță Văcărescu                                                                  | sec. XVI                                             |            | 44°55′43″N 25°28′10″E / 44.92861°N 25.46944°E           | Încărcați imagine | Raportați eroare |
| 65351.72.02                               | Situl arheologic de la Târgoviște- Liceul Ienăchiță Văcărescu / ansamblu anonim (Categorie: locuire) (Tip: cuptoare)                                                                                     | municipiul Târgoviște             | Liceul Ienăchiță Văcărescu                                                                  | sec. XV                                              |            | 44°55′43″N 25°28′10″E / 44.92861°N 25.46944°E           | Încărcați imagine | Raportați eroare |
| 65351.72.03                               | Situl arheologic de la Târgoviște- Liceul Ienăchiță Văcărescu / ansamblu Ruinele bisericii Sf. Paraschiva (Categorie: locuire) (Tip: biserică)                                                           | municipiul Târgoviște             | Liceul Ienăchiță Văcărescu                                                                  |                                                      |            | 44°55′43″N 25°28′10″E / 44.92861°N 25.46944°E           | Încărcați imagine | Raportați eroare |
| 65351.72.04                               | Situl arheologic de la Târgoviște- Liceul Ienăchiță Văcărescu / ansamblu anonim (Categorie: locuire) (Tip: Curte boierească)                                                                             | municipiul Târgoviște             | Liceul Ienăchiță Văcărescu                                                                  | sec. XVII                                            |            | 44°55′43″N 25°28′10″E / 44.92861°N 25.46944°E           | Încărcați imagine | Raportați eroare |
| 65351.73.01                               | Cimitirul de ciumați de la Târgoviște / ansamblu anonim (Categorie: necropolă) (Tip: Cimitir) | municipiul Târgoviște             | str. Boerescu Zaharia                                                                       | sec. XVIII-XIX                                       |            | 44°56′02″N 25°28′22″E / 44.93389°N 25.47278°E           | Încărcați imagine | Raportați eroare |
| 65351.74.01                               | Situl arheologic de la Târgoviște- Str. Căpitan Andreescu / ansamblu anonim (Categorie: locuire) (Tip: atelier de olar)                                                                                  | municipiul Târgoviște             | Str. Căpitan Andreescu, nr. 2-4, punct Str. Căpitan Andreescu                               | sec. XV                                              |            | 44°55′22″N 25°28′41″E / 44.92278°N 25.47806°E           | Încărcați imagine | Raportați eroare |
| 65351.74.02                               | Situl arheologic de la Târgoviște- Str. Căpitan Andreescu / ansamblu anonim (Categorie: locuire) (Tip: locuință boierească)                                                                              | municipiul Târgoviște             | Str. Căpitan Andreescu, nr. 2-4, punct Str. Căpitan Andreescu                               | sec. XVII                                            |            | 44°55′22″N 25°28′41″E / 44.92278°N 25.47806°E           | Încărcați imagine | Raportați eroare |
| 65351.75.01                               | Așezarea medievală de la Târgoviște- Cooperativa Arta Populară / ansamblu anonim (Categorie: locuire) (Tip: Locuințe și amenajări gospodărești)                                                          | municipiul Târgoviște             | Calea Domnească 339, punct Cooperativa Arta Populară                                        | sec. XIV-XV                                          |            |                                                         | Încărcați imagine | Raportați eroare |
| 65351.76.01                               | Cimitirul medieval de la Târgoviște / ansamblu anonim (Categorie: necropolă) (Tip: necropola) | municipiul Târgoviște             | str. Iazului                                                                                |                                                      |            |                                                         | Încărcați imagine | Raportați eroare |
| 105543.01.01                              | Situl arheologic de la Tărtășești- Vâlceaua / ansamblu anonim (Categorie: locuire) (Tip: așezare) | sat Tărtășești, comuna Tărtășești | Vâlceaua                                                                                    |                                                      |            |                                                         | Încărcați imagine | Raportați eroare |
| 105543.01.02                              | Situl arheologic de la Tărtășești- Vâlceaua / ansamblu anonim (Categorie: locuire) (Tip: Așezare) | sat Tărtășești, comuna Tărtășești | Vâlceaua                                                                                    | geto-dacică                                          |            |                                                         | Încărcați imagine | Raportați eroare |
| 105543.02.01                              | Biserica medievală de la Tărtășești / ansamblu Biserica familiei Bujoreanu (Categorie: construcție de cult) (Tip: biserică)                                                                              | sat Tărtășești, comuna Tărtășești |                                                                                             | sec. XVIII                                           |            |                                                         | Încărcați imagine | Raportați eroare |
| 105543.03.01                              | Siliștea medievală de la Tărtășești / ansamblu Siliștea satului Balgataciu (Categorie: locuire) (Tip: Siliște)                                                                                           | sat Tărtășești, comuna Tărtășești |                                                                                             | sec. XVII                                            |            |                                                         | Încărcați imagine | Raportați eroare |
| 66090.01.01                               | Necropola tumulară de la Titu- Movile / ansamblu anonim (Categorie: descoperire funerară) (Tip: Necropolă tumulară)                                                                                      | oraș Titu                         | Movile                                                                                      | mil III a.Hr.                                        |            |                                                         | Încărcați imagine | Raportați eroare |
| 68057.03.01                               | Situl arheologic de la Tețcoiu- La Troiță / ansamblu anonim (Categorie: locuire) (Tip: Așezare) | sat Tețcoiu, comuna Mătăsaru      | La Troiță                                                                                   | Ipotești - Cândești sec. VI-VIII                     |            |                                                         | Încărcați imagine | Raportați eroare |
| 68057.03.02                               | Situl arheologic de la Tețcoiu- La Troiță / ansamblu anonim (Categorie: locuire) (Tip: Așezare) | sat Tețcoiu, comuna Mătăsaru      | La Troiță                                                                                   | sec.XVII-XVIII                                       |            |                                                         | Încărcați imagine | Raportați eroare |
| 68057.04.01                               | Așezarea geto-dacică de la Tețcoiu- Pănești / ansamblu anonim (Categorie: locuire) (Tip: Așezare) | sat Tețcoiu, comuna Mătăsaru      | Pănești                                                                                     | geto-dacică sec. I a.Hr.- 1 p.Hr.                    |            |                                                         | Încărcați imagine | Raportați eroare |
| 65351.77.01                               | Situl arheologic de la Târgoviște- Zona blocurilor A3 / ansamblu anonim (Categorie: locuire) (Tip: așezare)                                                                                              | municipiul Târgoviște             | Zona Blocurilor A3                                                                          | sec. XIV- XVI                                        |            | 44°55′43″N 25°27′55″E / 44.92861°N 25.46528°E           | Încărcați imagine | Raportați eroare |
| 65351.77.02                               | Situl arheologic de la Târgoviște- Zona blocurilor A3 / ansamblu anonim (Categorie: locuire) (Tip: ateliere)                                                                                             | municipiul Târgoviște             | Zona Blocurilor A3                                                                          | sec. XV-XVI                                          |            | 44°55′43″N 25°27′55″E / 44.92861°N 25.46528°E           | Încărcați imagine | Raportați eroare |
| 65351.78.01                               | Apeductul medieval de la Târgoviște- Micro III / ansamblu anonim (Categorie: construcție) (Tip: Apeduct)                                                                                                 | municipiul Târgoviște             | Micro III                                                                                   | sec. XVIII                                           |            | 44°56′10″N 25°26′34″E / 44.93611°N 25.44278°E           | Încărcați imagine | Raportați eroare |
| 65351.79.01                               | Locuire medievală timpurie de la Târgoviște- Suseni / ansamblu anonim (Categorie: locuire) (Tip: Locuire)                                                                                                | municipiul Târgoviște             | Matei Basarab nr.67, punct Suseni                                                           | sec. X-XIII                                          |            | 44°55′45″N 25°26′05″E / 44.92916°N 25.43472°E           | Încărcați imagine | Raportați eroare |
| 65351.80.01                               | Locuința medievală de la Târgoviște / ansamblu anonim (Categorie: locuire) (Tip: locuința) | municipiul Târgoviște             |                                                                                             | sec. XVI                                             |            | 44°55′56″N 25°27′28″E / 44.93222°N 25.45778°E           | Încărcați imagine | Raportați eroare |
| 65351.81.01                               | Șantul și valul de apărare de la Târgoviște / ansamblu anonim (Categorie: fortificație) (Tip: val de apărare)                                                                                            | municipiul Târgoviște             | Str. Poet Gr. Alexandrescu nr.58                                                            | sec. XIV                                             |            | 44°55′55″N 25°27′17″E / 44.93195°N 25.45472°E           | Încărcați imagine | Raportați eroare |
| 65351.82.01                               | Locuirea medievală de la Târgoviște / ansamblu anonim (Categorie: locuire) (Tip: Locuire) | municipiul Târgoviște             | Calea Domnească                                                                             | sec. XIV-XV                                          |            | 44°55′54″N 25°27′24″E / 44.93167°N 25.45667°E           | Încărcați imagine | Raportați eroare |
| 65351.83.01                               | Așezarea din epoca bronzului de la Târgoviște- Micro IV / ansamblu anonim (Categorie: locuire) (Tip: așezare)                                                                                            | municipiul Târgoviște             | Micro IV                                                                                    |                                                      |            | 44°55′53″N 25°27′34″E / 44.93139°N 25.45944°E           | Încărcați imagine | Raportați eroare |
| 65351.84.01                               | Apeductul medieval de la Târgoviște / ansamblu anonim (Categorie: construcție) (Tip: Apeduct) | municipiul Târgoviște             |                                                                                             | sec. XVII-XVIII                                      |            | 44°55′56″N 25°26′52″E / 44.93222°N 25.44778°E           | Încărcați imagine | Raportați eroare |
| 65351.85.01                               | Locuirea medievală de la Târgoviște / ansamblu anonim (Categorie: locuire) (Tip: locuinta) | municipiul Târgoviște             |                                                                                             | sec. XIV-XV                                          |            | 44°55′49″N 25°27′20″E / 44.93028°N 25.45555°E           | Încărcați imagine | Raportați eroare |
| 65351.86.01                               | Apeductul medieval de la Târgoviște- Liceul Constantin Carabella / ansamblu anonim (Categorie: construcție) (Tip: Apeduct)                                                                               | municipiul Târgoviște             | Str. Pârvan Popescu nr. 58-60, punct Liceul Constantin Carabella                            | sec. XVII-XVIII                                      |            | 44°55′51″N 25°27′25″E / 44.93083°N 25.45694°E           | Încărcați imagine | Raportați eroare |
| 65351.87.01                               | Situl arheologic de la Târgoviște / ansamblu anonim (Categorie: fortificație) (Tip: Poartă) | municipiul Târgoviște             |                                                                                             |                                                      |            | 44°55′45″N 25°27′13″E / 44.92916°N 25.45361°E           | Încărcați imagine | Raportați eroare |
| 65351.87.02                               | Situl arheologic de la Târgoviște / ansamblu anonim (Categorie: fortificație) (Tip: val de apărare) | municipiul Târgoviște             |                                                                                             | sec. XVII                                            |            | 44°55′45″N 25°27′13″E / 44.92916°N 25.45361°E           | Încărcați imagine | Raportați eroare |
| 65351.88.01                               | Apeductul medieval de la Târgoviște- Primărie / ansamblu anonim (Categorie: construcție) (Tip: Apeduct)                                                                                                  | municipiul Târgoviște             | Str. Poet Gr. Alexandrescu, punct Primărie                                                  | sec. XVII-XVIII                                      |            | 44°55′39″N 25°26′57″E / 44.9275°N 25.44917°E            | Încărcați imagine | Raportați eroare |
| 65351.89.01                               | Locuirea din epoca medievală târzie de la Târgoviște-Platforma industrială COS / ansamblu anonim (Categorie: locuire) (Tip: Locuire)                                                                     | municipiul Târgoviște             | Platforma industrială COS                                                                   | sec. XVII-XVIII                                      |            | 44°55′40″N 25°27′29″E / 44.92778°N 25.45806°E           | Încărcați imagine | Raportați eroare |
| 65351.90.01                               | Locuirea medieval târzie de la Târgoviște-Platforma industrială Oțel Inox / ansamblu anonim (Categorie: locuire) (Tip: Locuire)                                                                          | municipiul Târgoviște             | Platforma industrială Oțel Inox                                                             |                                                      |            | 44°55′40″N 25°27′29″E / 44.92778°N 25.45806°E           | Încărcați imagine | Raportați eroare |
| 65351.91.01                               | Locuința medievală de la Târgoviște-Str. Vasile Cârlova 9 / ansamblu anonim (Categorie: locuire) (Tip: locuința)                                                                                         | municipiul Târgoviște             | Str. Vasile Cârlova 9, punct Str. Vasile Cârlova 9                                          | sec. XVI-XVII                                        |            | 44°55′51″N 25°27′47″E / 44.93083°N 25.46305°E           | Încărcați imagine | Raportați eroare |
| 65351.92.01                               | Situl arheologic de la Târgoviște - Muzeul de Istorie și Muzeul Artă / ansamblu Ulița Mare (Categorie: locuire) (Tip: Drum)                                                                              | municipiul Târgoviște             | Muzeul de Istorie și Muzeul de Artă                                                         | sec. XVI - XVII                                      |            | 44°55′44″N 25°27′40″E / 44.92889°N 25.46111°E           | Încărcați imagine | Raportați eroare |
| 65351.92.02                               | Situl arheologic de la Târgoviște - Muzeul de Istorie și Muzeul Artă / ansamblu anonim (Categorie: locuire) (Tip: locuința)                                                                              | municipiul Târgoviște             | Muzeul de Istorie și Muzeul de Artă                                                         | sec. XVI - XVII                                      |            | 44°55′44″N 25°27′40″E / 44.92889°N 25.46111°E           | Încărcați imagine | Raportați eroare |
| 65351.94.01                               | Cuptorul de ars ceramică de la Târgoviște / ansamblu anonim (Categorie: construcție) (Tip: Cuptor) | municipiul Târgoviște             | Str. Plutonier Dițescu Stan nr.3                                                            | sec. XVI-XVII                                        |            | 44°55′44″N 25°28′05″E / 44.92889°N 25.46806°E           | Încărcați imagine | Raportați eroare |
| 65351.95.01                               | Locuirea medievală de la Târgoviște / ansamblu anonim (Categorie: locuire) (Tip: Locuire) | municipiul Târgoviște             | Str. Justiției nr. 15-19                                                                    | sec. XVI-XVII                                        |            | 44°55′40″N 25°27′50″E / 44.92778°N 25.46389°E           | Încărcați imagine | Raportați eroare |
| 65351.96.01                               | Situl arheologic de la Tîrgoviște- Zona blocurilor A1-A5 / ansamblu anonim (Categorie: locuire) (Tip: așezare)                                                                                           | municipiul Târgoviște             | Zona blocurilor A1-A5                                                                       | sec. XIV-XV                                          |            | 44°55′39″N 25°27′58″E / 44.9275°N 25.46611°E            | Încărcați imagine | Raportați eroare |
| 65351.96.02                               | Situl arheologic de la Tîrgoviște- Zona blocurilor A1-A5 / ansamblu anonim (Categorie: locuire) (Tip: Cuptor)                                                                                            | municipiul Târgoviște             | Zona blocurilor A1-A5                                                                       | sec. XV-XVI                                          |            | 44°55′39″N 25°27′58″E / 44.9275°N 25.46611°E            | Încărcați imagine | Raportați eroare |
| 65351.97.01                               | Cuptorul de ars ceramică de la Tîrgoviște / ansamblu anonim (Categorie: construcție) (Tip: Cuptor) | municipiul Târgoviște             |                                                                                             | sec. XV                                              |            | 44°55′36″N 25°28′01″E / 44.92667°N 25.46694°E           | Încărcați imagine | Raportați eroare |
| 65351.98.01                               | Locuirea medievală de la Târgoviște / ansamblu anonim (Categorie: locuire) (Tip: locuința) | municipiul Târgoviște             | Str. Nicolae Filipescu                                                                      | sec. SVI                                             |            | 44°55′36″N 25°27′54″E / 44.92667°N 25.465°E             | Încărcați imagine | Raportați eroare |
| 65351.99.01                               | Cuptoarele medievale de la Târgoviște- Magazinul Muntenia / ansamblu anonim (Categorie: construcție) (Tip: cuptoare)                                                                                     | municipiul Târgoviște             | Magazinul Muntenia                                                                          | sec. XIV-XV                                          |            | 44°55′32″N 25°27′32″E / 44.92556°N 25.45889°E           | Încărcați imagine | Raportați eroare |
| 65351.100.01                              | Apeductul medieval de la Târgoviște- Casa de cultură a sindicatelor / ansamblu anonim (Categorie: construcție) (Tip: Apeduct)                                                                            | municipiul Târgoviște             | Casa de cultură a sindicatelor                                                              | sec. XVII                                            |            | 44°55′29″N 25°28′00″E / 44.92472°N 25.46667°E           | Încărcați imagine | Raportați eroare |
| 65351.101.01                              | Descoperirile de suprafață de la Târgoviște- Lunca Ialomiței / ansamblu anonim (Categorie: descoperire izolată) (Tip: descoperiri de suprafață)                                                          | municipiul Târgoviște             | Lunca Ialomiței                                                                             |                                                      |            | 44°55′40″N 25°28′10″E / 44.92778°N 25.46944°E           | Încărcați imagine | Raportați eroare |
| 65351.101.02                              | Descoperirile de suprafață de la Târgoviște- Lunca Ialomiței / ansamblu anonim (Categorie: descoperire izolată) (Tip: descoperiri de suprafață)                                                          | municipiul Târgoviște             | Lunca Ialomiței                                                                             |                                                      |            | 44°55′40″N 25°28′10″E / 44.92778°N 25.46944°E           | Încărcați imagine | Raportați eroare |
| 65351.101.03                              | Descoperirile de suprafață de la Târgoviște- Lunca Ialomiței / ansamblu anonim (Categorie: descoperire izolată) (Tip: descoperiri de suprafață)                                                          | municipiul Târgoviște             | Lunca Ialomiței                                                                             | sec. X-XI                                            |            | 44°55′40″N 25°28′10″E / 44.92778°N 25.46944°E           | Încărcați imagine | Raportați eroare |
| 65351.101.04                              | Descoperirile de suprafață de la Târgoviște- Lunca Ialomiței / ansamblu anonim (Categorie: descoperire izolată) (Tip: descoperiri de suprafață)                                                          | municipiul Târgoviște             | Lunca Ialomiței                                                                             | sec. XVI-XVIII                                       |            | 44°55′40″N 25°28′10″E / 44.92778°N 25.46944°E           | Încărcați imagine | Raportați eroare |
| 65351.102.01                              | Decoperirea izolată de la Târgoviște- Lunca Ialomiței / ansamblu anonim (Categorie: descoperire izolată) (Tip: descoperiri de suprafață)                                                                 | municipiul Târgoviște             | Lunca Ialomiței                                                                             | sec. VI-V a.Hr.                                      |            | 44°55′29″N 25°28′24″E / 44.92472°N 25.47333°E           | Încărcați imagine | Raportați eroare |
| 65351.103.01                              | Tezaurul monetar de la Târgoviște- Suseni / ansamblu anonim (Categorie: descoperire monetară) (Tip: tezaur)                                                                                              | municipiul Târgoviște             | Str. Matei Basarab 47, punct Suseni                                                         | sec. XVII                                            |            | 44°56′13″N 25°27′13″E / 44.93694°N 25.45361°E           | Încărcați imagine | Raportați eroare |
| 65351.104                                 | Tezaurul monetar de la la Târgoviște- Școala Generală nr.4 (Categorie: descoperire monetară) (Tip: tezaur)                                                                                               | municipiul Târgoviște             | Calea Domnească, punct Școala Generală nr 4                                                 |                                                      |            | 44°56′10″N 25°27′14″E / 44.93611°N 25.45389°E           | Încărcați imagine | Raportați eroare |
| 65351.105.01                              | Tezaurul monetar de la Târgoviște- cartier Suseni / ansamblu anonim (Categorie: descoperire monetară) (Tip: tezaur)                                                                                      | municipiul Târgoviște             | str. Matei Basarab nr.17, punct cartier Suseni                                              | sec. XIV                                             |            | 44°56′07″N 25°27′21″E / 44.93528°N 25.45583°E           | Încărcați imagine | Raportați eroare |
| 65351.106.01                              | Tezaurul monetar de la Târgoviște / ansamblu anonim (Categorie: descoperire monetară) (Tip: tezaur) | municipiul Târgoviște             | str. Dr. Marinoiu, nr. 8                                                                    | sec. XVII                                            |            | 44°55′44″N 25°27′28″E / 44.92889°N 25.45778°E           | Încărcați imagine | Raportați eroare |
| 65351.107.01                              | Tezaurul monetar de la Târgoviște- Biserica Albă / ansamblu anonim (Categorie: descoperire monetară) (Tip: tezaur)                                                                                       | municipiul Târgoviște             | str. Nicolae Radian, nr. 323, punct Biserica Albă                                           | sec. II a.Hr.                                        |            | 44°55′31″N 25°28′19″E / 44.92528°N 25.47194°E           | Încărcați imagine | Raportați eroare |
| 65351.108.01                              | Tezaurul monetar de la Târgoviște- Biserica Geartoglu / ansamblu anonim (Categorie: descoperire monetară) (Tip: tezaur)                                                                                  | municipiul Târgoviște             | str. Stelea, nr. 15, punct Biserica Geartoglu                                               | sec. XIV                                             |            | 44°55′46″N 25°27′44″E / 44.92944°N 25.46222°E           | Încărcați imagine | Raportați eroare |